# Levi Eshkol
Levi Eshkol (hebreiska: לֵוִי אֶשְׁכּוֹל), ursprungligen Levi Školnik (hebreiska: לֵוִי שׁקוֹלנִיק), född 25 oktober 1895 i Oratov i guvernementet Kiev, Kejsardömet Ryssland, död 26 februari 1969 i Jerusalem, var Israels premiärminister 1963-1969. 

## Biografi
Eshkol invandrade till Palestina 1913. Han tjänstgjorde 1914–1918 i den brittiska armén och 1918–1920 i den judiska legionen i Palestina. Under mellankrigsåren arbetade han för den judiska kolonisationen av Palestina och deltog i grundandet av kibbutzer.
Senare blev han sekreterare hos landsorganisationen Histraduth och hos socialdemokratiska partiet, MAPAI.
Eshkol inträdde som jordbruksminister i Ben-Gurions ministär 1951 och var finansminister 1952 - 63. Han efterträdde Ben-Gurion 1963 och ledde som premiärminister bland annat sexdagarskriget 1967. Han var premiärminister till sin död 1969.